# Abdel Rahman el-Abnudi
Abdel Rahman el-Abnudi (en árabe, عبد الرحمن الأبنودي) (11 de abril de 1938-El Cairo, 21 de abril de 2015) fue un popular poeta y escritor de literatura infantil egipcio. Fue uno de los integrantes de la generación de poetas que escribieron tanto en el dialecto saidi como en árabe estándar. Su literatura está asociada a un compromiso político militante: Abnudi y otros escritores egipcios de esta escuela buscaron hacer de su producción literaria parte del proceso de desarrollo político y movimiento hacia la democracia popular en Egipto. Se casó con la expresidenta de la cadena de televisión egipcia, presentadora de televisión y entrevistadora Nehal Kamal, y tuvieron dos hijos: Aya y Nour.
Muchos de sus trabajos han sido musicalizados por compositores como Ezz Eddin Hosni e interpretados por cantantes como Abd El Halim, Nagat el Saghera, Shadia, Sabah, Majida El Roumi, Mohamed Mounir entre otros.